# Böeseken-Reaktion
Die Böeseken-Reaktion, auch Böseken-Reaktion, ist eine Analysemethode in der organischen Chemie, die nach ihrem Entdecker, dem niederländischen Chemiker  Jacob Böeseken (1868–1949) benannt wurde. Sie dient dem Nachweis von cis-1,2-Diolen.

## Anwendung
Borsäure [B(OH)3] ist eine sehr schwache und ausschließlich einbasige Säure (pKS = 9,00), die nicht als Protonendonor, sondern als Lewis-Säure reagiert. Durch Umsetzung mit cis-1,2-Diolen wie zum Beispiel α-D-Xylopyranose (oder Mannitol bzw. Glycerin) kann die Säurestärke um vier bis fünf Zehnerpotenzen (pKS = 3,80 bis 5,15) gesteigert werden. Dies ist bedingt durch eine Verschiebung des Gleichgewichtes auf die rechte Seite hin zu einem Borsäureester infolge einer Veresterung:
Diese Umsetzung wird zur alkalimetrischen Titration von Borsäure verwendet. B(OH)3 regiert nur mit cis-1,2-Diolen (zum Beispiel mit α-D-Xylopyranose) zu dem entsprechenden sauren Borsäureester. Mit trans-1,2-Diolen (zum Beispiel β-D-Xylopyranose) findet keine Reaktion statt:
Die Böeseken-Reaktion erlaubt es also aus der Veränderung der Acidität in einem Isomerengemisch aus cis-Isomeren und trans-Isomeren das Verhältnis cis : trans zu bestimmen. Bekannt ist besonders die Anwendung dieser Analysenmethode in der Kohlenhydrat-Chemie. So können die Zucker-Borsäureester im sogn. „Zucker-Analysator“  mit Ionenaustauscher-Säulen wegen ihrer unterschiedlichen Säurestärke chromatographisch getrennt werden. Einige Monosaccharide lassen sich auch quantitativ bestimmen, z. B. D-Glucose im Serum und im Urin von Diabetikern.